# Judith Silverthorne

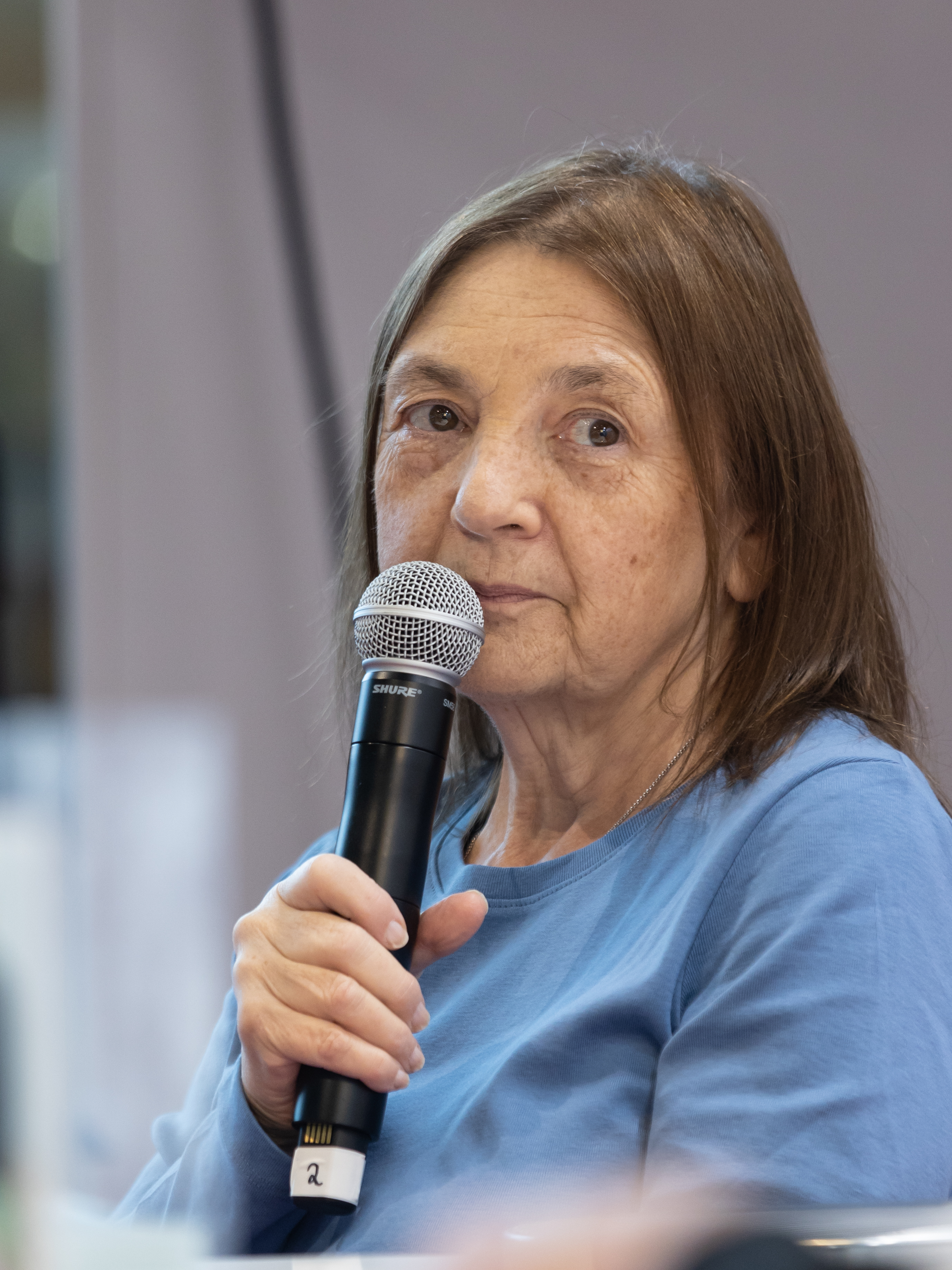
Judith Silverthorne (2021)

Judith Silverthorne (geboren am 11. März 1953 als Judith Iles) ist eine kanadische Kinderbuchautorin.

## Leben
2015 veröffentlichte sie Honouring the Buffalo. Die Geschichte wurde ihr von dem Cree First Nation Ältesten Ray Lavallee erzählt. Das Buch gewann zahlreiche Preise. Das Buch Die Würdigung des Bisons wurde 2019 auf Deutsch vom MONS Verlag veröffentlicht. In Deutschland gewann die Autorin zusammen mit dem Erzähler Ray Lavalleedas aus dem indigenen Volk der Cree das KIMI-Siegel.
Im Jahre 2020/2021 war Kanada Gastland  der Frankfurter Buchmesse, was für die Autorin Anlass für zwei Lesereisen nach Deutschland in 2019 und 2021 war. Sie war unter anderem bei den Internationalen Kinder- und Jugendbuchwochen 2021 in Köln als Gast eingeladen. Ebenso zum Berleburger Literaturfestival 2021 (Bad Berleburg).
Die Autorin Judith Silverthorne lebt in Regina, Saskatchewan. Dort lehrt sie an der University of Regina.